# Mírumilovnost

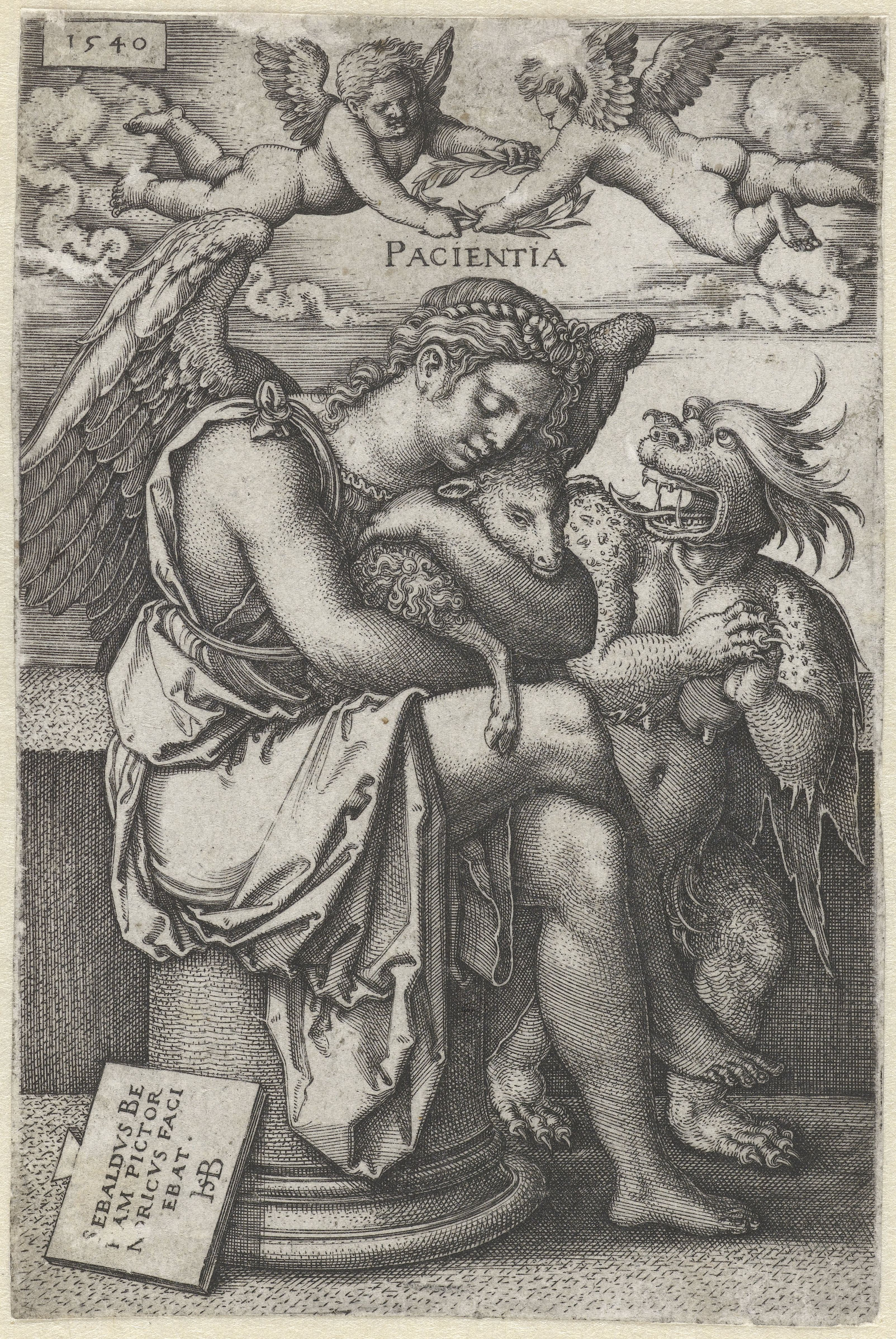
Mírumilovnost, Hans Sebald Beham, 1540

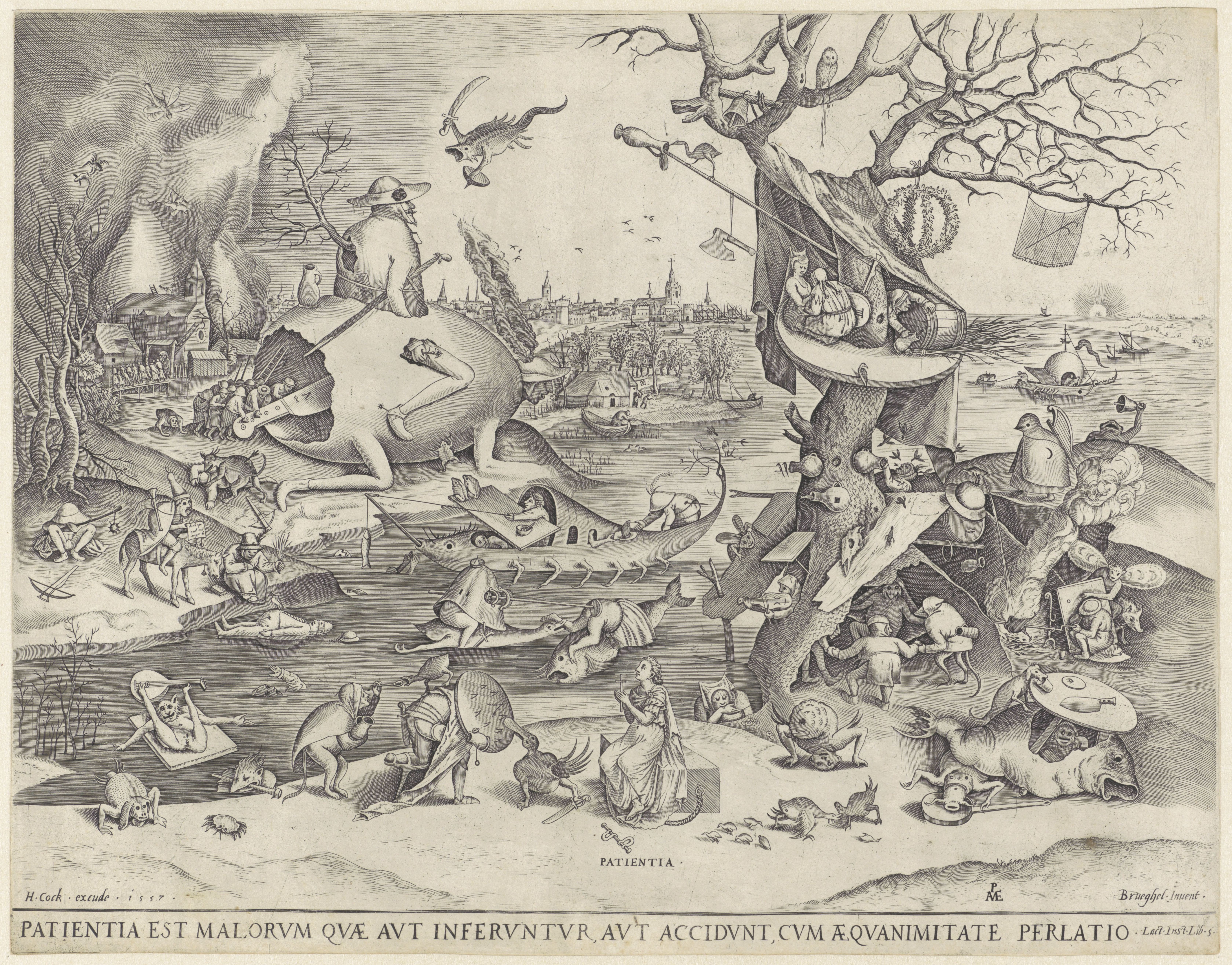
Mírumilovnost, Pieter Brueghel, 1525 - 1530

Mírumilovnost, (lat. patientia) je jednou ze sedmi ctností a znamená trpělivost, schopnost snášet, otužilost, shovívavost, vyrovnanost. Shovívavost a odolnost snášet utrpení dosažené sebeovládáním, umírněností a zdrženlivostí. Vyřešení konfliktu mírumilovně, i když se druhá strana uchýlí k násilí. Schopnost odpustit, smilovat se nad hříšníky. Laskavost je vyvážený střed mezi hněvem a slabošstvím.